# アジドラ!
『アジドラ!』は、かつて日本テレビで放送されていたアジアドラマ枠。
日本テレビの平日16時台は、『ラジかる!!』終了後は長らく『Dパラダイス』という日本テレビ系のドラマ再放送枠であったが、2007年1月15日から月曜日がアジアドラマ枠となった。しかし、番組タイトルこそアジアドラマ枠とされていたが、韓国ドラマを2本を放送したのみで終了した。後番組は『くちコミ☆ジョニー!』。
放送は月曜日の15:55 - 16:53（JST）だったが、終了前は特別番組が編成されることもあって、深夜枠での放映もあった。

## 放送作品
| タイトル             | 放送期間                           |
| -------------------- | ---------------------------------- |
| フルハウス           | 2007.1.15 - 5.14（全16話）         |
| 君はどの星から来たの | 2007.5.21 - 終盤変則放送（全16話） |